# Rudibert Kunz
Rudibert Kunz (ur. w 1943) – niemiecki dziennikarz telewizyjny i badacz historii broni masowego rażenia. Z wykształcenia jest magistrem literatury i socjologii.
Jako pierwszy opisał użycie broni chemicznej w wojnach w górskim obszarze Rif, w północnej Afryce (północno-zachodnim Maroko). 
Jest autorem artykułów o strategii Saddama Husajna w okresie wojny w Zatoce Perskiej, w roku 1991 oraz o roli broni ABC za czasów Adolfa Hitlera.